# ۲۴ شهریور
۲۴ شهریور صد و هفتاد و نهمین روز سال در گاه‌شماری خورشیدی است. به پایان سال ۱۸۶ روز (۱۸۷ روز در سال کبیسه) باقی‌است.

## رویدادها
- ۱۳۱۰ - ثبت ملی سلیمان‌تپه (ایلام) با شماره ثبت ۱ به عنوان یکی از آثار ملی ایران
- ۱۳۱۰ - ثبت ملی تپه بکسایه با شماره ثبت ۲ به عنوان یکی از آثار ملی ایران
- ۱۳۱۰ - ثبت ملی سبعات خزیر (چهار ریز) با شماره ثبت ۳ به عنوان یکی از آثار ملی ایران
- ۱۳۱۰ - ثبت ملی تپه شیروان با شماره ثبت ۴ به عنوان یکی از آثار ملی ایران
- ۱۳۱۰ - ثبت ملی تپه لالار با شماره ثبت ۵ به عنوان یکی از آثار ملی ایران
- ۱۳۱۰ - ثبت ملی سیمره (شهر) با شماره ثبت ۶ به عنوان یکی از آثار ملی ایران
- ۱۳۱۰ - ثبت ملی تپه‌های طرهان با شماره ثبت ۷ به عنوان یکی از آثار ملی ایران
- ۱۳۱۰ - ثبت ملی تپه‌های لارتبا شماره ثبت ۸ به عنوان یکی از آثار ملی ایران
- ۱۳۱۰ - ثبت ملی خرابه‌های نزدیک اندرکش با شماره ثبت ۹ به عنوان یکی از آثار ملی ایران
- ۱۳۱۰ - ثبت ملی کهنه شهرویران با شماره ثبت ۱۰ به عنوان یکی از آثار ملی ایران
- ۱۳۱۰ - ثبت ملی گلگا تپه با شماره ثبت ۱۱ به عنوان یکی از آثار ملی ایران
- ۱۳۱۰ - ثبت ملی ریشهر با شماره ثبت ۱۲ به عنوان یکی از آثار ملی ایران
- ۱۳۱۰ - ثبت ملی قصر ابونصر با شماره ثبت ۱۳ به عنوان یکی از آثار ملی ایران
- ۱۳۱۰ - ثبت ملی دارابگرد با شماره ثبت ۱۴ به عنوان یکی از آثار ملی ایران
- ۱۳۱۰ - ثبت ملی قلعه ضحاک (فارس) با شماره ثبت ۱۵ به عنوان یکی از آثار ملی ایران
- ۱۳۱۰ - ثبت ملی گنبد آتشکده فراشبند با شماره ثبت ۱۶ به عنوان یکی از آثار ملی ایران
- ۱۳۱۰ - ثبت ملی گور (شهر باستانی) با شماره ثبت ۱۷ به عنوان یکی از آثار ملی ایران
- ۱۳۱۰ - ثبت ملی استخر (شهر) با شماره ثبت ۱۸ به عنوان یکی از آثار ملی ایران
- ۱۳۱۰ - ثبت ملی پاسارگاد با شماره ثبت ۱۹ به عنوان یکی از آثار ملی ایران
- ۱۳۱۰ - ثبت ملی آثار باستانی کوه خواجه (کوه رستم) با شماره ثبت ۵۴ به عنوان یکی از آثار ملی ایران

## زادروزها
- ۱۳۴۹ - وحید رزاقی، بازیگر
- ۱۳۶۲ - خاطره حاتمی، بازیگر
- ۱۳۶۶ - امید ابراهیمی، بازیکن فوتبال
- ۱۳۸۱ - مهلا مؤمن‌زاده، تکواندوکار

## درگذشت‌ها
- ۱۳۶۱ - صادق قطب‌زاده، سیاستمدار
- ۱۳۷۸ - عبدالحسین زرین‌کوب، نویسنده
- ۱۴۰۳ - صدرالدین حجازی، بازیگر